# سازمان ملی پرورش استعدادهای درخشان

دبیرستان پیش دانشگاهی علامه حلی واقع در خیابان
شهید بهشتی-تهران، یک نمونه از مدارس سمپاد

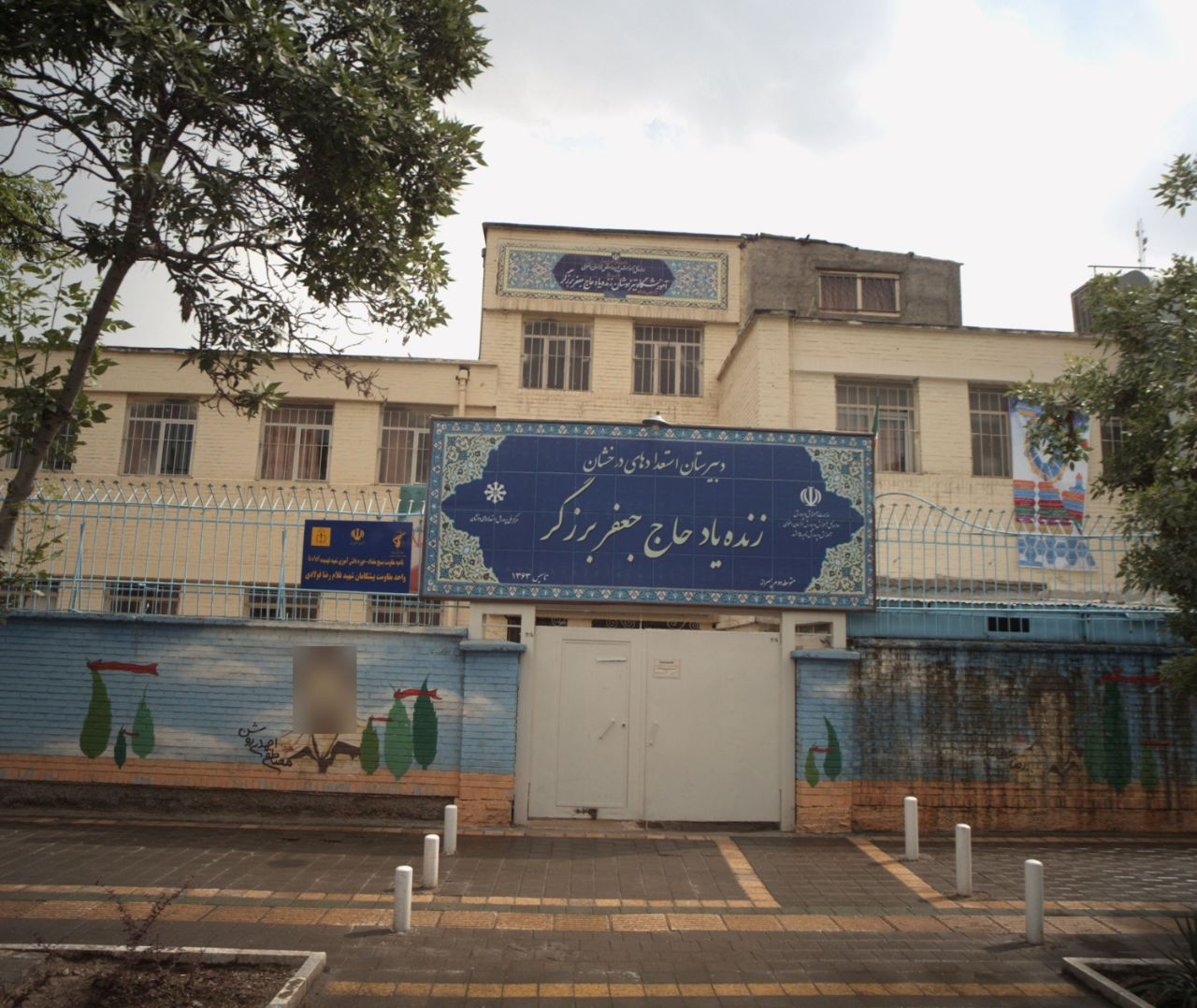
یک نمونه از مدارس سمپاد در مشهد به عنوان هاشمی نژاد ۴ (دوره دوم)

سازمان ملی پرورش استعدادهای درخشان یا به اختصار سمپاد، نهادی است که بر امور تحصیلی دانش‌آموزان مستعد و با بهره هوشی بالا نظارت می‌کند. اما در زبان عمومی و بین دانش آموزان به مدرسه تیزهوشان معروف است. این سازمان دارای مدرسه‌های دبیرستان دوره اول و دوم دخترانه و پسرانه در شهرهای پرجمعیت‌تر است. گزینش در مدارس سمپاد در دو مقطع متوسطه اول (ششم به هفتم) و متوسطه دوم (نهم به دهم) از طریق آزمون‌های سراسری مبتنی بر ارزیابی استعداد تحصیلی و استعداد تحلیلی است صورت می‌گیرد. این سازمان مدتی به صورت یکی از معاونت‌های مرکز ملی پرورش استعدادهای درخشان و دانش‌پژوهان جوان فعالیت می‌کرد که مجدداً در سال ۱۳۹۷ به صورت سازمان ملی پرورش استعدادهای درخشان احیا شد.

## تاریخچه

### بنیان‌گذاری
در سال ۱۳۵۵ سازمان ملی پرورش استعدادهای درخشان با بودجه ۱۳ میلیون تومان توسط ایرج برومند و با همکاری کارشناسان بین‌المللی و آمریکایی پایه‌گذاری شد. سازمان‌های بین‌المللی و خارجی مذکور عبارت بودند از شورای جهانی پرورش استعدادهای درخشان، مؤسسه ملی آموزش مدیریت و رهبری پرورش استعدادهای درخشان واقع در کالیفرنیای جنوبی، دانشگاه کالیفرنیای جنوبی، و کمیسیون آموزش سازمان ملل متحد (که در آن زمان طرحی برای قبول عضویت این سازمان در آن ارائه شده بود). در این سال دو مدرسه مختلط الوند و بلوار در تهران ذیل این مرکز بودند. بعدتر مدارسی در کرمان و مشهد هم اضافه شدند.

### تعلیق پس از انقلاب ۱۳۵۷
پس از انقلاب ۱۳۵۷ هجمه‌های بسیاری به این مرکز به‌جامانده از حکومت پهلوی و به ماهیت و اهداف آن وارد شد، همان‌طور که به دیگر نهادهای قبل انقلاب از جمله سازمان آموزش و پرورش وارد می‌شد. از سال ۱۳۵۷ تا سال ۱۳۶۶ ابقا یا انحلال این سازمان در نهادهای حاکم مورد بحث بود؛ زیرا وجود این سازمان «طرحی برای ادامه استعمار» و با هدف ساختن «مغز آمریکایی» و به نوعی تبعیض و مخالف عدالت اجتماعی و موجب فرار مغزها تلقی می‌شد. انتقادها به این مرکز عبارت بودند از ادعای بهایی بودن مدیر عامل آن، آمریکایی بودن و بی‌حجاب بودن زن او، و نبودن حتی یک جلد قرآن در کتابخانه مدرسه.
در یکی از سالهای قبل از انقلاب آزمایشگاه این مرکز به نفع یک مرکز دانشگاهی مصادره شد. طی این سال‌ها دو مرکز دخترانه (فرزانگان) و پسرانه (علامه حلّی) به همراه دفتر کودکان استثنایی فعّال بودند، امّا هر لحظه امکان تعطیل شدن این مراکز وجود داشت. آموزگاران این دو مرکز اغلب دانش‌آموزان همین مراکز در دوران قبل از انقلاب ۱۳۵۷ بودند.

### احیا
در سال ۱۳۶۶ اساسنامه سمپاد توسط میرحسین موسوی نخست‌وزیر وقت تصویب شد و این سازمان تحت نام سازمان ملی پرورش استعدادهای درخشان (سمپاد) با ۲ مرکز و ۸۰۲ دانش آموز به آموزش و پرورش پیوست؛ و جایگاهی مستحکم‌تر یافت. مدرسه پسرانهٔ تهران به نام علّامه حلّی و مدرسه دخترانهٔ تهران به نام فرزانگان نامیده شد.
در سال ۱۳۶۷، جواد اژه‌ای ریاست هیئت امنای سازمان را برعهده گرفت. در طول ۲۱ سال، این سازمان مدارس زیر مجموعهٔ خود را در استان‌های مختلف گسترش داد.

### تجمیع با سازمان آموزش و پرورش
هجمه‌های بعد از انقلاب به این مرکز همچنان ادامه یافتند و بسیاری به دنبال ادغام این مرکز با آموزش و پرورش بودند. در اسفندماه ۱۳۷۹، با تصویب «قانون تجمیع» از سوی شورای عالی اداری، اختیار مدارس تحت پوشش سازمان تا حد زیادی خصوصاً در شهرستان‌ها به سازمان آموزش و پرورش استان واگذار شد. اکنون، رئیس سازمان، براساس اجازه‌نامه‌ای از سوی وزیر آموزش و پرورش تنها بر مدارس تهران اعمال مدیریت می‌کند.
در سال تحصیلی ‎۱۳۸۳–۸۴، تعداد ۹۹ مرکز راهنمایی و ۹۸ دبیرستان تحت پوشش سازمان ملی پرورش استعدادهای درخشان بودند.

### برکناری اژه‌ای، لغو هیئت امنا، «توزیع عادلانه امکانات»
در سال ۱۳۸۷ جواد اژه‌ای برکنار شد. در جریان آزمون مشکوک سال ۱۳۸۷ که سازمان ملی پرورش استعدادهای درخشان پس از اعلام نتایج، دو سؤال غلط گزارش شده را حذف کرد و این باعث رد شدن بعضی از قبول شدگان شد که اعتراضات زیادی را در پی داشت. در نهایت ر. گ، طراح آزمون استعفاء می‌دهد و هجمه عجیبی در سایت‌ها و رسانه‌ها علیه مسئولان سازمان و به‌خصوص جواد اژه‌ای شد. به عقیده عده‌ای این فضای رسانه‌ای، سناریویی از پیش برنامه‌ریزی شده بود تا باعث استعفای اجباری جواد اژه‌ای شود و این سناریو در جهت تضعیف مراکز استعدادهای درخشان چیده شده بود.
بعد از آن محمد اعتمادی، عضو سابق هیئت امناء و رئیس اسبق دانشگاه صنعتی شریف، ریاست سمپاد را عهده‌دار شد. اما بعد از یک سال استعفاء داد و سازمان مدتی را بدون مدیر سپری کرد. سرانجام در ۲۱ دی ماه سال ۱۳۸۸، با حکم حمیدرضا حاجی بابایی، وزیر آموزش پرورش، محمدعلی غفاری به ریاست سمپاد انتخاب شد.
در زمستان ۱۳۸۸ عده‌ای از فارغ‌التحصیلان نامه‌ای دست‌نویس تهیه کردند و طی آن اعلام کردند که روز ۱۱ بهمن ۱۳۸۸ در تمام مراکز سمپاد دانش‌آموزان تحصن خواهند کرد و در شهر تهران نیز همه به مقابل اداره آموزش پرورش (واقع در خیابان سرپرست، جنب فرزانگان تهران) خواهند رفت. این تحصن برای اعتراض به وضعیت نابسامان مدارس سمپاد و لغو اختیارات این سازمان بود. با پخش این خبر در اینترنت، بسیاری از دانش‌آموزان و فارغ‌التحصیلان مطلع شدند و آمادگی خودشان را برای شرکت در تحصن اعلام کردند. دو روز مانده به برگزاری تحصن، طی یک فرایند خرد جمعی، تصمیم بر آن شد که این تحصن لغو شود. دلیل عمده لغو تحصن، فضای ملتهب کشور بعد از انتخابات و نزدیکی آن به ۱۲ بهمن ماه بود. در روز ۱۱ بهمن تعداد زیادی از مأموران انتظامی در نزدیکی‌های دبیرستان فرزانگان تهران مستقر شدند. تعدادی مأمور نیز در داخل دبیرستان بودند. مسئولان مدرسه در تمام کلاس‌های فرزانگان را بسته بودند و به دانش‌آموزان اجازه خروج از کلاس را نمی‌دادند. عده‌ای از مسئولان نیز در مقابل مدرسه ایستاده بودند تا اگر کسانی آمدند، سریعاً دورشان کنند.
در جلسه ۲۳ دی ۱۳۸۹ هیئت امنای سمپاد که به ریاست وقت، حاجی بابایی، برگزار شد مصوبه‌ای دارای ۱۲ بند به تصویب رسید؛ که مهم‌ترین آن، شماره ۴ و ۵ آن جلسه بود؛ یعنی «واگذاری مسؤولیت برگزاری آزمون‌های ورودی مدارس استعدادهای درخشان به استان‌ها». یک هفته بعد، در تاریخ ۲۷/۱۰/۸۹، هیئت امنای سمپاد توسط شورای عالی اداری به ریاست رئیس‌جمهور وقت، احمدی‌نژاد، ملغی گردید و شورای مشترک سیاستگذاری با دانش پژوهان جوان جایگزین شد.
در فروردین ۱۳۹۰ مهری سویزی به ریاست مرکز ملی پرورش استعدادهای درخشان و دانش‌پژوهان جوان منصوب شد. در دوره ریاست او تعداد مدارس سمپاد رشد فزاینده‌ای یافت به طوری که تعداد این مدارس که در مهرماه ۸۹، ۳۵۸ مدرسه و در مهرماه ۹۰، ۴۳۹ مدرسه بود، در مهرماه ۹۱ به ۵۳۸ و در مهرماه ۹۲ تعداد مدارس استعدادهای درخشان به ۶۶۰ مدرسه افزایش یافت. آمار دانش آموزان سمپاد که در مهرماه ۸۸، ۶۰ هزار و ۲۰۰ نفر بوده که تا مهرماه ۹۱، به ۱۰۶ هزار و ۳۴۵ نفرو در مهرماه ۹۲ به ۱۵۰ هزار نفر رسید.
آزمون ورودی سال ۱۳۹۰ سمپاد و آزمون ورودی مدارس نمونه دولتی ادغام شد و به این ترتیب، سوالات هوش از این سنجش دانش‌آموزان استعدادهای درخشان حذف شد. همچنین از آن سال ظرفیت کلاس‌های این مدارس به ۳۰ نفر افزایش یافت و به همین دلیل در سال ۱۳۹۱ آزمون تکمیل ظرفیت برای پایه دوم متوسطه برگزار شد.
در سال ۱۳۹۲ طبق نظام جدید اداره آموزش و پرورش ایران (۶ سال ابتدایی و ۶ سال دبیرستان) نام مدارس راهنمایی علامه حلّی به دبیرستان دوره اول علامه حلی تغییر کرد. همچنین، دبیرستان علامه حلی به دبیرستان دوره دوم علامه حلی تغییر نام داد.
در ۱۶ بهمن سال ۱۳۹۶، اعلام شد که آزمون دوره اول (ورود دانش آموزان دوره دبستان به متوسطه دوره اول) حذف شده و مدارس سمپاد دیگر دانش آموزان سال هفتم را پذیرش نخواهند کرد. این اقدام به گفته وزیر وقت آموزش و پرورش، سید محمد بطحایی به دلیل کاهش اضطراب دانش‌آموزان دوره ابتدایی و همزمان با انجام اقدامی مشابه برای مدارس نمونه دولتی انجام شد. یک روز بعد و در ۱۷ بهمن، اعلام شد که این اقدام فقط برای دوره متوسطه اول بوده و آزمون ورود دانش آموزان پایه نهم به دهم (متوسطه اول به متوسطه دوم) همچنان برقرار است.
پس از انجام این اقدامات، انتقاداتی به وزارت آموزش و پرورش به این جهت وارد شد. یکی از دلایل منتقدان به حذف این مدارس، بخشی از سخنرانی سید علی خامنه‌ای در خصوص مدارس سمپاد بود. از دیگر دلایل منتقدان، حذف عدالت آموزشی و برتری یافتن مدارس غیرانتفاعی بر مدارس دولتی که به دلیل شهریه‌های بالای این مدارس انجام می‌شد، افزایش استرس دانش‌آموزان با آزمون‌های متعدد مدارس غیردولتی، حذف تنها فرصت آموزش مناسب برای دانش‌آموزان کم‌بضاعت، حذف تنها رقیب مدارس غیردولتی و کاهش جذابیت آموزش و پرورش دولتی است. همچنین با حذف این مدارس، محیط آموزشی متناسب با استعدادهای درخشان بدون توجه به توانایی مالی‌شان، از بین می‌رفت. از سوی دیگر، موافقان این اقدام دلایل خود را در حمایت از حذف مدارس سمپاد، از بین بردن فشار درسی روی دانش آموزان اعلام کردند که ادعا می‌شود در برخی از مدارس سمپاد وجود دارد. از طرف دیگر، موافقان این طرح معتقدند که انجام آن باعث برقراری عدالت آموزشی در سیستم آموزشی ایران می‌شود.
پس از گذشت حدود یک ماه از اعلام شدن خبر حذف مدارس سمپاد و دیگر مدارس خاص، در ۱۶ اسفند ۱۳۹۶ محمدرضا مخبر، دبیر شورای عالی انقلاب فرهنگی، اعلام کرد که به دلیل دغدغه خانواده‌های دانش‌آموزان سمپاد، این شورا در خصوص مدارس مذکور تصمیم‌گیری خواهد کرد و تا زمان اتمام تصمیم‌گیری، هیچ اقدامی در خصوص این مجموعه انجام نخواهد شد. همچنین مقرر شد هر تصمیم گرفته شده در شورا در خصوص این مدارس، اجرا شود.
در یکم خرداد ۱۳۹۷، پس از مدت‌ها بحث بر سر مدارس سمپاد، قرار شد این مدارس باقی بمانند، اما آزمون ورودی آن‌ها تغییر کرده و به «سنجش هوش» تبدیل شود. به گفته بطحایی، بر اساس این سنجش «افرادی که از حد قابل قبولی از استعداد برخوردارند برای پایه هفتم مدارس سمپاد دعوت می‌شوند.» وی همچنین گفت که در این شیوه، سنجش متکی به هوش و استعداد دانش‌آموزان خواهد بود، که شیوه‌های این نوع سنجش در دست طراحی است. دلیل گذاشته شدن این آزمون به گفته بطحایی، نگرانی‌هایی بود که در مورد ضایع شدن حق دیگر دانش‌آموزان باهوش وجود داشت.
«حواشی ی فرار مغز ها در ۱۴۰۴»
در سال ۱۴۰۴ رئیس جمهور گاه ایران،مسعود پزشکیان در جلسه ای از مدارس سمپاد انتقاد کرد و گفت:« شیوه ی اموزش در مدارس سمپاد به فرار نخبگان از ایران و سرمایه گذاری برای دشمنان میشود»
«فرار مغز ها در نماد سمپاد»
در نماد سمپاد یک الله در وسط نماد و فلش هایی به بیرون مشاهده می‌شود که مردم آن را به فرار مغزها و ترویج مهاجرت از ایران ربط میدهند اما در اصل این یک ستاره ی ایرانی یا شمسه ی هشت پر است،یک لوزی در یک مربع که نشانه یه دانایی و روشنایی است.برخی این نماد را به دوران قبل از انقلاب ۵۷ ربط میدهند که ۷ فلش آن از جمله معلولیت های ذهنی جسمی،یا نابینایی و...بوده است و ۱ فلش آن مربوط به تیزهوشان بوده که تایید نشده است.

## دانش‌آموزان و دانش‌آموختگان
تقریباً تمام مدال‌های المپیادهای علمی ایران به این دانش‌آموزان می‌رسد. در المپیادهای علمی جهانی نیز دانش‌آموزان خوش می‌درخشند.
دانش‌آموختگان سمپاد عمدتاً در دانشگاه‌ها قبول می‌شوند. بخش مهمی از این دانش آموزان در دانشگاه‌های واقع در تهران و در رشته‌های مهندسی پذیرفته می‌شوند. سمپاد تا چند سال پیش صرفاً در رشته‌های ریاضی-فیزیک و تجربی آموزش می‌داد اما اخیراً رشته‌های دیگر را هم در حجمی محدود دایر کرده است. برای مثال، در بین مدارس فرزانگان تهران، دو فرزانگان یک و شش دارای رشتهٔ انسانی هستند و فرزانگان یک، رشتهٔ فتوگرافیک نیز دارد. همچنین در بین مدارس علّامه حلّی تهران، علّامه حلّی های یک و ده دارای رشتهٔ انسانی هستند.
طبق آمارها عمده دانش‌آموختگان سمپاد تا مقاطع بالای تحصیلات تکمیلی به ادامه تحصیل می‌پردازند.
بسیاری از دانش‌آموختگان سمپاد محققان در سطح جهانی در رشته‌های علوم و مهندسی و پزشکی هستند.

## پذیرش
پذیرش دانش‌آموزان در مدارس سمپاد صرفاً از طریق آزمون ورودی بوده و دانش‌آموزانی که قصد ورود به این مدارس را داشته باشند اگر حد نصاب علمی کافی در آزمون را کسب کنند مجوز ورود به این مدارس را خواهند داشت. دو آزمون ورودی به مدارس سمپاد وجود دارد که یکی آزمون ورودی ششم به هفتم و دیگری تکمیلی ظرفیت مدارس سمپاد نهم به دهم است.
پذیرش کادر اداری و معلمان این مدارس نیز گزینشی است.